# Carlos Enrique Samaniego López
Carlos Enrique Samaniego López (* 8. Oktober 1973 in Mexiko-Stadt) ist ein mexikanischer Geistlicher und römisch-katholischer Weihbischof in Mexiko-Stadt.

## Leben
Carlos Enrique Samaniego López empfing am 4. Januar 2001 das Sakrament der Priesterweihe. An der Päpstlichen Universität von Mexiko erwarb er ein Lizenziat im Fach Kanonisches Recht und an der Päpstlichen Universität Gregoriana ein Lizenziat im Fach Dogmatik.
Anschließend war Samaniego López als Ausbilder am Priesterseminar, als Vernehmungsrichter am Kirchengericht des Erzbistums Tlalnepantla sowie als diözesaner Verantwortlicher für die kirchliche Bildungsarbeit und als Studienpräfekt am Priesterseminar tätig. Zuletzt war er Mitglied des Priesterrates und des Konsultorenkollegiums sowie Ehebandverteidiger und Pfarrer der Pfarrei San Francisco de Asís.
Am 16. Februar 2019 ernannte ihn Papst Franziskus zum Titularbischof von Cillium und zum Weihbischof in Mexiko-Stadt. Der Erzbischof von Mexiko-Stadt, Carlos Kardinal Aguiar Retes, spendete ihm und Salvador González Morales am 25. März desselben Jahres die Bischofsweihe; Mitkonsekratoren waren der Apostolische Nuntius in Mexiko, Erzbischof Franco Coppola, und der Weihbischof in Mexiko-Stadt, Andrés Vargas Peña.